# Reetta Hurske
Reetta Sofi Kaarina Hurske (Ikaalinen, 15 maggio 1995) è un'ostacolista finlandese.

## Carriera
Precedentemente attiva nell'eptathlon, esordisce internazionalmente come ostacolista nel 2011 al Festival olimpico della gioventù europea.
Ha preso parte a numerose manifestazioni giovanili internazionali fino ad approdare ai Mondiali indoor 2018 e arrivando ad un passo dal podio agli Europei indoor 2019.
Nel febbraio 2019 è riuscita ad eguagliare il record finlandese nei 60 metri ostacoli, già di Nooralotta Neziri.
Nel marzo 2022 l'atleta ha comunicato sui social che non avrebbe partecipato Mondiali indoor.
Nel 2023 si laurea Campionessa Europea nei 60 metri ostacoli indoor,  con il tempo di 7"79 eguagliando il record nazionale, fatto da lei due settimane prima nella tappa di Madrid del World Indoor Tour
È unita al cestista Topias Palmi.

## Campionati Nazionali
- 1 volta campionessa nazionale assoluti dei 60 m ostacoli indoor (2023)
- 1 volta campionessa nazionale assoluti dei 100 m ostacoli (2019)
- 2 volta campionessa nazionale assoluti dei 4x200 indoor (2013, 2018)

2013
- Oro ai campionati finnici assoluti 2019, 4x200 indoor - 1'38"09

2018
- Oro ai campionati finnici assoluti 2019, 4x200 indoor - 1'39"94

2019
- Oro ai campionati finnici assoluti 2019, 100 m ostacoli - 13"05

2023
- Oro ai campionati finnici assoluti 2023, 60 m ostacoli indoor - 7"83

## Record nazionali
- 60 metri ostacoli indoor: 7"81 ( Toruń, 8 febbraio 2023)

## Palmarès
| Anno | Manifestazione                           | Sede       | Evento   | Risultato   | Prestazione | Note             |
| ---- | ---------------------------------------- | ---------- | -------- | ----------- | ----------- | ---------------- |
| 2011 | Festival olimpico della gioventù europea | Trebisonda | 100 m hs | 7ª          | 13"85       |                  |
| 2013 | Europei juniores                         | Rieti      | 100 m hs | 5ª          | 13"53       |                  |
| 2014 | Mondiali juniores                        | Eugene     | 100 m hs | 7ª          | 13"69       |                  |
| 2015 | Europei under 23                         | Tallinn    | 100 m hs | Semifinale  | 13"66       |                  |
| 2016 | Europei                                  | Amsterdam  | 100 m hs | Semifinale  | 13"40       |                  |
| 2017 | Europei indoor                           | Belgrado   | 60 m hs  | Batteria    | dq          |                  |
| 2017 | Europei under 23                         | Bydgoszcz  | 100 m hs | 5ª          | 13"32       |                  |
| 2017 | Universiadi                              | Taipei     | 100 m hs | Semifinale  | 13"67       |                  |
| 2018 | Mondiali indoor                          | Birmingham | 60 m hs  | Semifinale  | 8"20        |                  |
| 2018 | Europei                                  | Berlino    | 100 m hs | Semifinale  | 13"20       |                  |
| 2019 | Europei indoor                           | Glasgow    | 60 m hs  | 4ª          | 8"02        |                  |
| 2019 | Universiadi                              | Napoli     | 100 m hs | Argento     | 13"09       |                  |
| 2019 | Mondiali                                 | Doha       | 100 m hs | Semifinale  | 13"24       |                  |
| 2021 | Giochi olimpici                          | Tokyo      | 100 m hs | Batteria    | 13"10       |                  |
| 2022 | Mondiali                                 | Eugene     | 100 m hs | Semifinale  | 13"15       |                  |
| 2022 | Europei                                  | Monaco     | 100 m hs | Semifinale  | 12"95       |                  |
| 2023 | Europei indoor                           | Istanbul   | 60 m hs  | Oro         | 7"79        | Record nazionale |
| 2023 | Mondiali                                 | Budapest   | 100 m hs | Semifinale  | 13"05       |                  |
| 2024 | Mondiali indoor                          | Glasgow    | 60 m hs  | Semifinale  | 8"00        |                  |
| 2024 | Europei                                  | Roma       | 100 m hs | 6ª          | 12"84       |                  |
| 2024 | Giochi olimpici                          | Parigi     | 100 m hs | Ripescaggio | 12"83       |                  |
| 2025 | Europei indoor                           | Apeldoorn  | 60 m hs  | 5ª          | 8"00        |                  |

## Altre Competizioni Internazionali
- Oro al World Indoor Tour di Madrid 2023, 60 metri ostacoli indoor - 7"79
- Oro al Meeting di Parigi 2023, 60 metri ostacoli indoor
- Oro al Meeting di Savona 2022, 100 metri ostacoli - 12"94
- Oro all'ISTAF di Berlino 2022, 60 metri ostacoli indoor - 7"99